# Szatmáry Kristóf
Szatmáry Kristóf (Budapest, 1975. június 10. – ) magyar politológus, földrajz szakos tanár, politikus; 2006. május 16. óta a Fidesz – Magyar Polgári Szövetség országgyűlési képviselője. Nős, négy fiúgyermek édesapja.

## Életpályája
Szatmáry Kristóf többgenerációs budapesti kisiparos-kereskedő család tagja. Szülei, Szatmáry László és Jähl Angéla az 1980-as évek végén kezdtek élelmiszer kereskedelemmel foglalkozni. A családi vállalkozásba már 12-13 évesen besegített. Édesapja 2001-ben elhunyt. Azóta a családi vállalkozást édesanyja és húga vezeti. Gyermekkorát Zugló-Rákosfalván és a XVI. kerületben töltötte. Általános iskolai tanulmányait Zuglóban és a 16. kerületben végezte. 1993-ban a Budai Nagy Antal Gimnáziumban tette le az érettségit. 2000-ben az ELTE Természettudományi Karán földrajz szakos tanár végzettséget szerzett. 2001-ben az ELTE Állam- és Jogtudományi Karán politológus végzettséget szerzett. Később a Budapesti Kommunikációs Főiskolán pályázatírási képesítést szerzett, letette a Közigazgatási szakvizsgát. 2006-tól az ELTE Politikatudományi Doktori Iskolájában folytatott PhD tanulmányokata demográfiai válságról és annak hatásairól.
Egyetemi évei alatt külsős munkatársként dolgozott a Századvég Politikai Iskolánál, ez idő alatt társadalmi kutatásokkal foglalkozó céget is alapított. Később, 2000-ben, friss diplomásként parlamenti titkárként a Gazdasági Minisztérium parlamenti titkárságán dolgozott, ahonnan 2002-ben osztályvezetőként távozott. A minisztérium után visszatért a magánszektorba, főként kereskedelemmel, vendéglátással és üzleti tanácsadással foglalkozó vállalkozást vezetett. Ezzel párhuzamosan indult el közéleti tevékenysége.
2002 és 2010 között Budapest XVI. kerülete helyi önkormányzatának képviselője volt. 2002-től vett részt a Budapesti Kereskedelmi és Iparkamara (BKIK) életében is, 2004-ben általános alelnökké választották, 2008-tól 2016-ig a BKIK elnöke valamint a Magyar Kereskedelmi és Iparkamara (MKIK) elnökségének tagja volt. 2013-ban egykori sportklubja, a BVSC-Zugló Közhasznú Egyesület elnökévé választották. A Reformáció 500. Alapítvány alapítója, kezdeményezője és támogatója a XVI. kerületi, a reformációnak emléket állító szoborcsoport és emlékpark kialakításának (Reformátorok tere).

## Politikai pálya

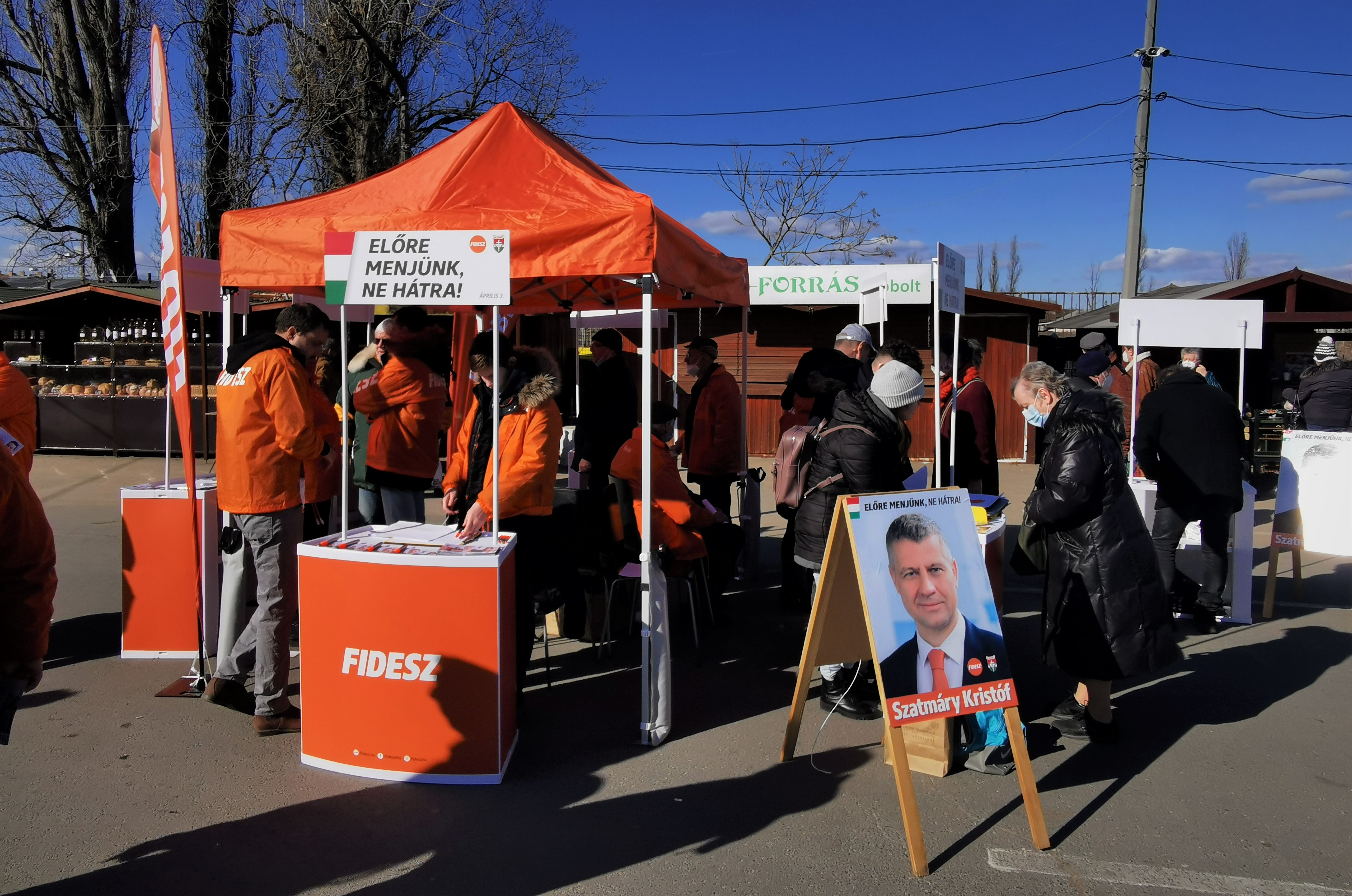
Ajánlószelvény gyűjtés Szatmáry Kristóf részére

1993-tól tagja a Fidesz XVI. kerületi szervezetének. 
2002-2011. XVI. kerület (Sashalom) önkormányzati képviselője, tanácsnokként a kerületfejlesztés a fő területe. Kezdeményezője volt a kerület első uszodája megépítésének. 
2005-től a Vállalkozók Pártja országos választmányának elnöke, 2009-től a Magyar Vállalkozók és Munkaadók Pártjának elnöke. 
2006. május 16. óta a Fidesz – Magyar Polgári Szövetség országgyűlési képviselője a budapesti 13. számú országgyűlési egyéni választókerületben. 2010. június 8. és 2014. május 5. között, illetve 2014. július 4. és 2015. november 11. között a Fidesz – Magyar Polgári Szövetség frakcióvezető-helyettese. 2018-ban Budapesti 13. számú országgyűlési egyéni választókerületben ismét megválasztották országgyűlési képviselőnek. 2022-ben a FIDESZ-KDNP Országos lista 15. helyéről jutott be a parlamentbe.
Országgyűlési bizottságokban betöltött tisztségek: 
2006-2010. Gazdasági és informatikai bizottság közbeszerzési albizottságának alelnöke. 
2010-2014. Gazdasági és informatikai bizottság alelnöke. A vállalkozásfejlesztési és uniós forrásokat felügyelő albizottság elnöke. 
2014-2018. Vállalkozásfejlesztési bizottság alelnöke. 
2018-tól a vállalkozásfejlesztési bizottság alelnöke.
Kormányzati feladatai: 
2011. február 1. és 2014. június 5. között a Nemzetgazdasági Minisztérium gazdaságszabályozásért felelős államtitkára volt. 
2011-2018. a Miniszterelnökségen a kereskedelempolitika kormányzati összehangolásáért felelős miniszteri biztosa. 
2018-tól a Miniszterelnökség miniszteri biztosaként koordinálja a Budapesti Útépítési Programot.

## Kitüntetések, elismerések
2008. Báthory-díj - Bolyai Kezdeményező Bizottság, a határon túli magyarság támogatásáért

2015. Hazáért Érdemkereszt - Politikai Foglyok Szövetsége
2019. Főváros Gazdaságáért díj

## Konfliktusok személye körül

### Bejelentés nélküli foglalkoztatás
A résztulajdonában álló családi vállalkozás felkerült a NAV „Be nem jelentett alkalmazottat foglalkoztatók nyilvánosságra hozatala” című listájára, miután 2017. június 25-én egy munkaügyi ellenőrzés során egy feketén foglalkoztatott alkalmazottat találtak a cégnél. A bejelentés nélküli foglalkoztatást a cég vezetése elismerte, a büntetést kifizette. Szatmáry Kristóf újságírói kérdésre közölte, 24 százalékos részesedését édesapjától örökölte a társaságban, amelynek irányításában és a döntéshozatalban nem vesz részt, abból jövedelme nem származik. A bejelentés nélküli foglalkoztatást - ami egy új munkatársat érintett - a társaság könyvelőjének adminisztrációs hibájával magyarázta.  Később Szatmáry az érintett cégből kiszállt, a társaság végelszámolás alatt áll.

### Számlaadási kötelezettség elmulasztása
2018. januárjának végén a 24.hu internetes újság arról számolt be, hogy próbavásárlásokat végeztek a politikus családjának egyik 16. kerületi zöldségboltjában, és 12 esetből 9-szer nem kaptak blokkot a vásárlásról. A képviselő a cikk megjelenésének napján közleményben reagált, amiben az újságcikk állításait hazugságnak és rágalomnak nevezte, „mert az érintettek az állításaikkal kapcsolatban semmiféle dokumentumot, jegyzőkönyvet nem tudnak bemutatni”. Kijelentette, hogy az ügyben feljelentést tesz és figyelmeztetett minden sajtóterméket, hogy „a minden alapot nélkülöző hazug tényállításoknak ne adjanak helyt”, mert ellenkező esetben ellenük is sajtópert indít. Közleményében jelezte, hogy a bolt biztonsági kamerái „bármilyen hivatalos eljárás keretében tételesen alkalmasak a rágalmaik cáfolatára”. Másnap az internetes lap rejtett kamerás videófelvételeket tett közzé a próbavásárlásokról. Szatmáry bejelentette, hogy üzletük 30 éves történetében nem volt betörés, de épp az eseményeket megelőző héten valaki betört oda és „némi áru mellett (...) leginkább cégpapírokat, pénztárgépet, meg ilyeneket vittek el”. Ezek átvizsgálásával a kérdést tisztázni lehetett volna. Közölte azt is, hogy a bolt kamerái álláspontját igazolják, de azok nyilvánosságra hozatalát adatvédelmi okokra hivatkozva megtagadta. Az újság videófelvételeit manipuláltnak nevezte. Az újságcikkek alapján Tényi István feljelentést tett.